# Salinas van Torrevieja en La Mata

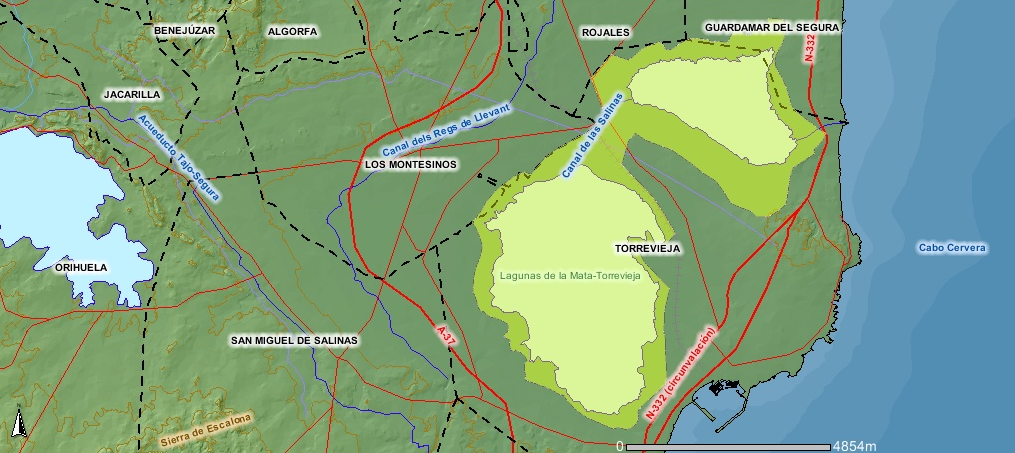
Kaart Salinas van Torrevieja en La Mata

Salinas van Torrevieja en La Mata is een Spaans natuurpark, gelegen in de comarca Vega Baja del Segura in het zuiden van de provincie Alicante binnen de autonome regio Valencia aan de Spaanse oostkust ten noorden van de havenstad Torrevieja.
In de nabije omgeving bevinden zich ook de Salinas y Arenales de San Pedro del Pinatar.

## Toponymie

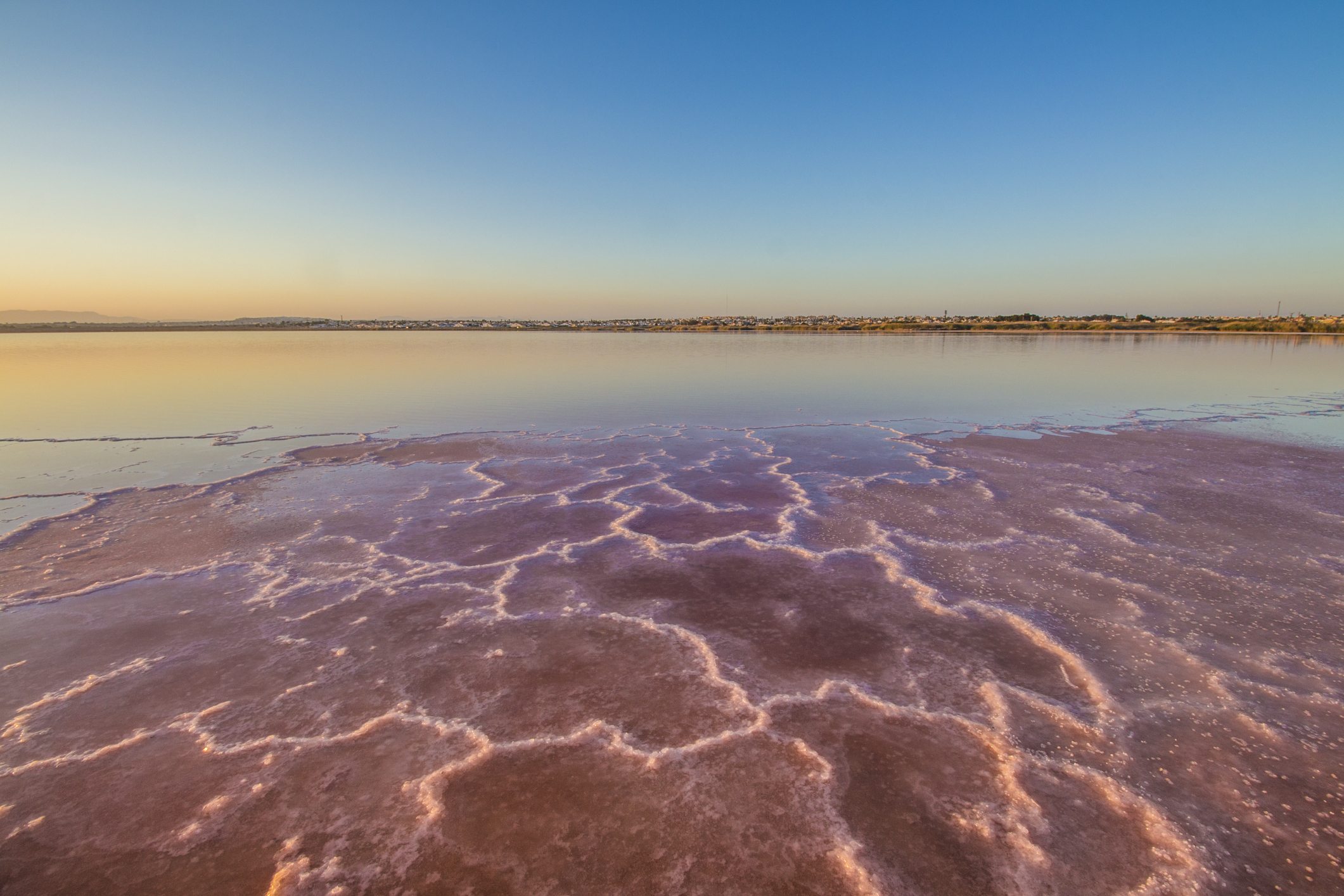
Zoutconcentratie in de bank.

De beide grote zoutmeren bij Torrevieja en La Mata worden in de volksmond zowel de Salinas van Torrevieja en La Mata, alsook de Lagunas van Torrevieja en La Mata genoemd. Salinas betekent letterlijk vertaald zoutmijnen (salina is het Spaanse woord voor zoutmijn) en verwijst naar de zoutmijnen of zoutwinning bij de havenstad Torrevieja. Lagunas betekent letterlijk vertaald strandmeren of lagunes (laguna is het Spaanse woord voor strandmeer of lagune) en verwijst naar beide grote zoutmeren. Beide woorden worden echter wisselend gebruikt om deze zoutmeren aan te duiden.

## Geschiedenis
Het eerste gebruik van de zoutmeren gaat terug tot het jaar 1321, waarin de Spaanse kroon het gebied toewees aan de stad Orihuela. Dezelfde Spaanse kroon gaf in 1389 de stad Orihuela de mogelijkheid om het gebied van de salinas als een binnenzee te gaan exploiteren met als einddoel visvangst. Daartoe werd besloten een waterkanaal aan te leggen naar de Middellandse Zee, maar door vele vertragingen duurde het nog bijna een eeuw voor dit bevloeiingskanaal, Acequión genaamd, klaar was. Toen in 1482 de kanaalverbinding met de zee klaar was, bleek na controle, dat het oorspronkelijke plan van een binnenzee voor visvangst niet haalbaar was. Er zwommen geen vissen naar de salinas, vanwege het erg hoge zoutgehalte. De stad Orihuela gaf hierop het gebied terug aan de Spaanse kroon. Een koninklijke verordening in 1759 bevestigde de teruggave van het gebied aan de Spaanse kroon. In de jaren hierna werd onderzoek gedaan naar de mogelijkheid tot zoutwinning in de salinas. Nadat bleek, dat het zout van goede kwaliteit was, werd begonnen met de zoutproductie. De allereerste inschepingen van zout gebeurden in La Mata. Later werd de zoutproductie overgeheveld naar Torrevieja, omdat de omstandigheden voor zoutproductie daar beter waren.

## Zoutproductie
Zoutproductie en visserij zijn al eeuwenlang een belangrijke inkomstenbron voor de inwoners van Torrevieja, naast het toerisme, dat eind vorige eeuw sterk toenam. Tot halverwege de 20e eeuw was zoutwinning de belangrijkste inkomensbron van de stad Torrevieja. Door een grote technische reorganisatie zijn er nu nog zo´n 160 werknemers in vaste dienst betrokken bij de zoutwinning. De zoutproductie vindt tegenwoordig alleen nog plaats vanuit het zoutmeer bij Torrevieja. Uit het zoutmeer bij La Mata wordt geen zout meer gewonnen en dit zoutmeer dient hoofdzakelijk als verwarmingstank voor het andere zoutmeer bij Torrevieja. Het zoutmeer bij Torrevieja is een van de grootste zoutexploitaties van Spanje en produceert gemiddeld 600.000 ton zout per jaar. In tegenstelling tot andere zoutexploitaties in Spanje, gaat hier de zoutwinning bijna het gehele jaar door. De zoutmijnen van de salina bij Torrevieja bevinden zich in in het uiterste zuiden van de lagune en ten noorden van de industrieterreinen in het noordwesten van de stad.
De Salinas van Torrevieja en La Mata met een totale oppervlakte van 3.743 hectare werden op 27 januari 1989 tot Natuurpark verklaard door de regering van de autonome regio Valencia. In 2009 had het park 74.000 bezoekers.

## Ligging
Het Natuurpark Lagunas van Torrevieja en La Mata ligt op het gemeentelijk grondgebied van de volgende 4 gemeenten:
- Guardamar Del Segura
- Rojales
- Los Montesinos
- Torrevieja

Het park bevindt zich in een stroomgebied gevormd in het Neo-Quartair door reliefen en een groep breuken van de aardkorst van Baja Segura en het gebergte van San Miguel de Salinas, waardoor de lagunes zijn ontstaan. Een stelsel van ravijnen en droge beddingen mondt uit in dit stroomgebied en voert hiernaar zijn water met tussenpozen af. Vooral naar de salina bij Torrevieja vanwege zijn nabijheid van het gebergte van San Miguel de Salinas. Er bestaan twee belangrijke lagunes of zoutmeren, het zoutmeer bij Torrevieja en het zoutmeer bij La Mata.
Het zoutmeer bij Torrevieja omvat 1.400 hectare met een aslengte van 5.500 meter en het anderhalve kilometer noordoostelijk gelegen zoutmeer bij La Mata omvat 700 hectare van oppervlakte, waarin een netwerk van ravijnen en rivierbeddingen afwateren, afkomstig van het gebergte van San Miguel de Salinas. In totaal 2100 hectare van beide zoutmeren samen betreffen wateroppervlakte, het resterend deel is landoppervlakte van de directe omgeving. In totaal 3.743 hectare.
De twee zoutmeren worden gescheiden door een anticlinaal of aardplooi, El Chaparral genaamd en worden onderling kunstmatig met elkaar verbonden door een kanaal. Daarnaast worden beide zoutmeren door een ander kanaal met de Middellandse Zee verbonden, bekend onder de naam Acequión (bevloeiingskanaal), dat werd aangelegd voor de exploitatie van de Salinas van Torrevieja en La Mata, welke plannen voor exploitatie al teruggaan tot de 13e eeuw. Beide zoutmeren hebben inmiddels elk hun eigen kanaal, een Acequión, voor het vervoer van zout per schip via de Middellandse Zee.

## Klimaat
Het Natuurpark bevindt zich in een gebied met een mediterraan klimaat met zijn karakteristieke halfdroogheid, eigen aan het zuidoosten van het Iberisch schiereiland met zijn gemiddelde jaarlijkse neerslag van minder dan 300mm.

## Flora
Aan de binnenkant van de zoutmeren is vegetatie bijna niet aanwezig vanwege het hoge zoutgehalte van zijn wateren, maar in de omtrek van de zoutmeren bestaan interessante exemplaren eigen aan het zoutmoeras, zoals de Arthrocnemum macrostachyum, de Juncus subulatus, of de Juncus acutus subsp. acutus en soorten van het geslacht Suaeda, Salicornia, Salsola. Ook bevindt zich hier de wilde orchidee Orchis collina.
Aan het zuiden van de lagune van La Mata bestaat een zone met typische mediterrane vegetatie, zoals pijnbomen, met tijm begroeid gebied, espartogras, een herbeplant pijnbomenwoud en eucalyptusbomen (Eucalyptus rostrata).
In de zones waar oppervlaktewater een aandeel vormt, zoals gebeurt aan de noordelijke oever van de lagune bij La Mata en enkele afzonderlijke geïsoleerde stukken van de lagune bij Torrevieja, waar men vochtig zoutmoeras aantreft, vindt men de aanwezigheid van rietvelden. In de zones met minder hoog zoutgehalte, maar niet moerassig, vindt men exemplaren van tamariskbomen en strobloemen.

## Fauna
Zonder twijfel, een van de opvallendste vogelsoorten van het park is de flamingo (Phoenicopterus ruber), die zo´n 2000 exemplaren telt gedurende de broedtijd. Belangrijk is ook de aanwezigheid van de geoorde fuut (Podiceps nigricollis) tot zo’n 3000 exemplaren. Van de overige vogelsoorten zijn de steltkluut, de witte bergeend, de kiekendief, kluut en stern opvallend. De salinas vormen een broedplaats en overwinteringsplaats voor veel vogels. Verder vormen ze een veilige schuilplaats tijdens het jachtseizoen. De salinas bezitten sinds 1989 een nationaal beschermde status tegen de jacht en vormen een beschermd vogelgebied (ZEPA) onder regelgeving van de Europese Unie.
Samen met El Hondo en Santa Pola vormen de salinas van Torrevieja en La Mata een driehoek van zoutmoerasgebieden met voor de trekvogels een ideale broedplaats en overwinteringsplaats.
Ten slotte is het nog belangrijk het bestaan van de artemia salina te vermelden, een algemeen voorkomend schaaldier, dat watergebieden met een hoger zoutgehalte nodig heeft om te leven. Dit schaaldier komt in overvloed voor op de oevers van de zoutmeren en vormt dan ook een belangrijke bron van voedsel voor de aanwezige vogelsoorten.

## Bezoekerscentrum Natuurpark
Het Natuurpark wordt in het zuiden gepasseerd door de autoweg N-332 en is bereikbaar via de afrit ter hoogte van de urbanisatie Torrelamata.
Het Bezoekerscentrum van het Natuurpark is gelegen in een oud boshuis in de omgeving van de urbanisatie Torrelamata op 200 meter van de autoweg N-332. Verder is het Bezoekerscentrum bereikbaar per bus via de buslijn Costa Azul, die Alicante verbindt met Cartagena en een bushalte heeft op 200 meter afstand van het Bezoekerscentrum.
Het Bezoekerscentrum is op maandag gesloten en kent aangepaste openingstijden in het hoogseizoen.

## Voorzieningen in Natuurpark
Er zijn uitgebreide voorzieningen aanwezig in het Natuurpark, waaronder fietspaden, parkeerplaatsen, picknickplaatsen, bewegwijzerde wandelroutes, verklarende informatieborden, toegankelijkheid voor mindervaliden (beperkte aangepaste routes), openbare toiletten en vogelobservatieposten.

## Leefklimaat
Door de afwezigheid van zware industrie en aanwezigheid van de grote zoutmeren in de omgeving, staat de lucht in de regio bekend als zeer schoon. Het gebied is daarom in trek bij ouderen en zieken met allerlei chronische gezondheidsklachten. Er wordt wel gezegd dat de omgeving de gezondheid bevordert vanwege de relatief hoge concentraties jodium in de lucht door de aanwezigheid van de salinas. In de omgeving zijn veel klinieken voor hart- en vaatziekten, reuma en huidaandoeningen.

## Divers
- De salinas zijn hoogstens één meter diep en hebben een hoog natriumchloride-gehalte.(zoutgehalte). Overige mineralen die men aantreft in de salinas zijn magnesiumchloride en -sulfaat, kalium- en natriumbromide evenals calciumsulfaat.
- Baden in de zoutmeren is toegestaan. Door het hoge zoutgehalte is er sprake van gewichtloosheid en blijft men drijven.(men kan moeilijk onder gaan).
- In 2019 startte de wielerkoers Ronde van Spanje bij de Salinas van Torrevieja.

## Fotogalerij

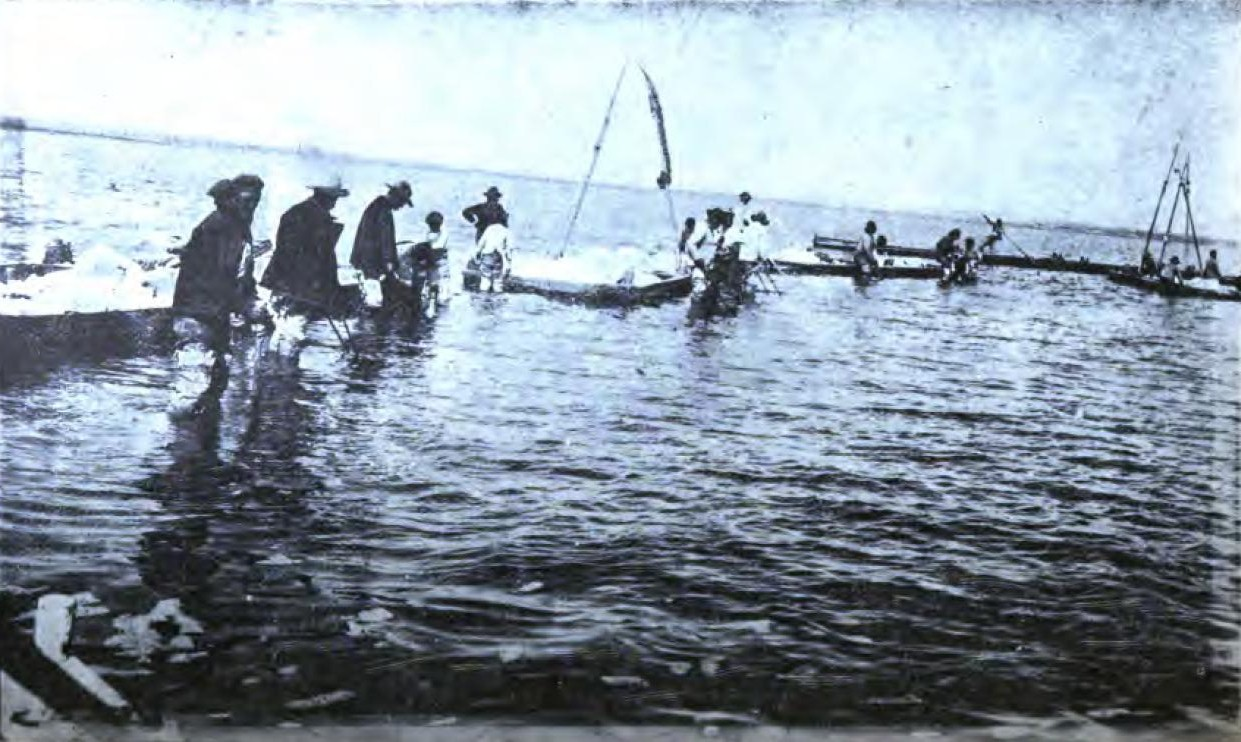
Zoutwinning in Torrevieja (1908)
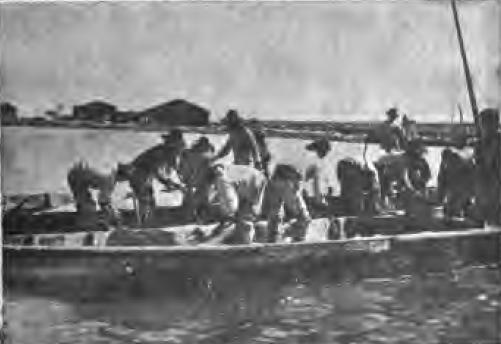
Zoutwinning in Torrevieja (1908)
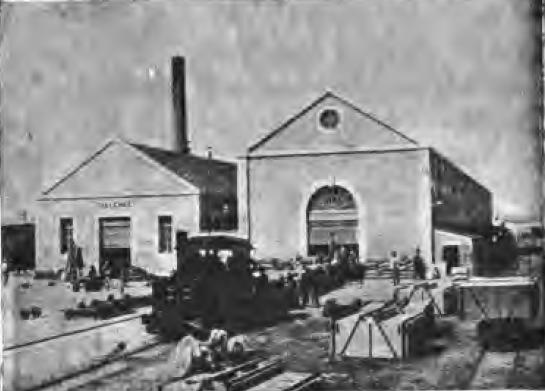
Zouttransport in Torrevieja (1908)
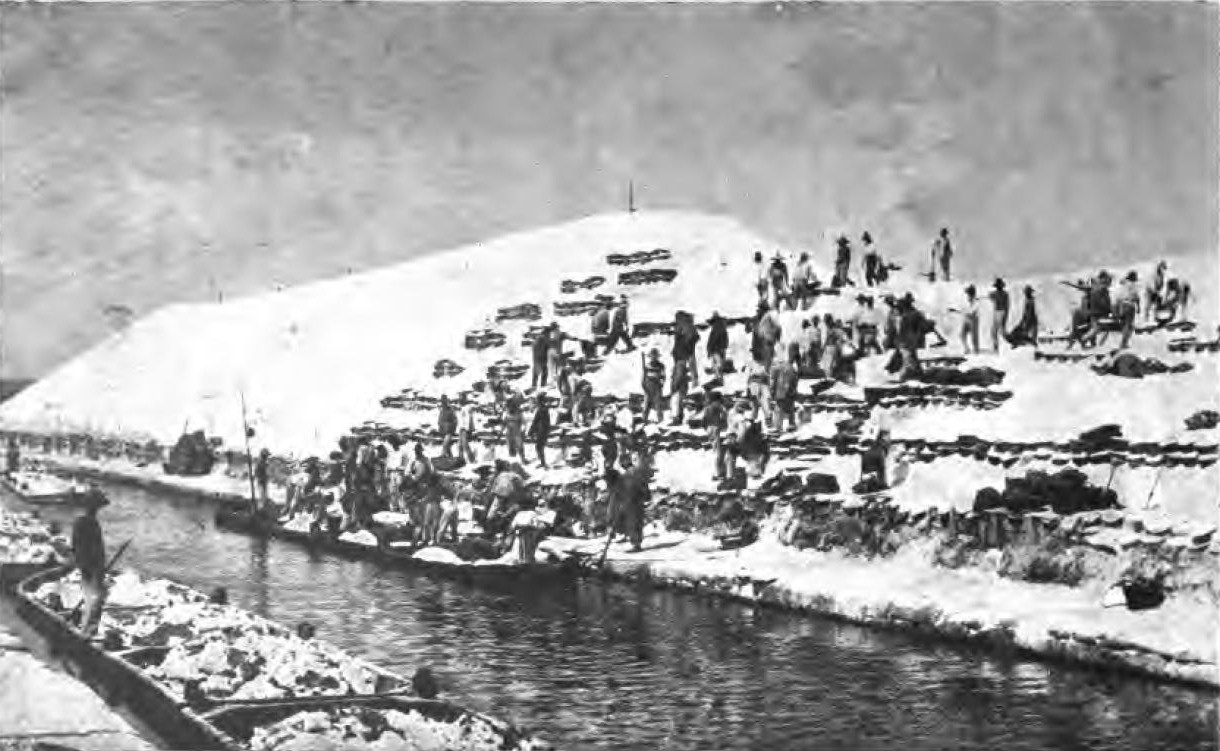
Opstapelen zout voor transport in Torrevieja (1908)
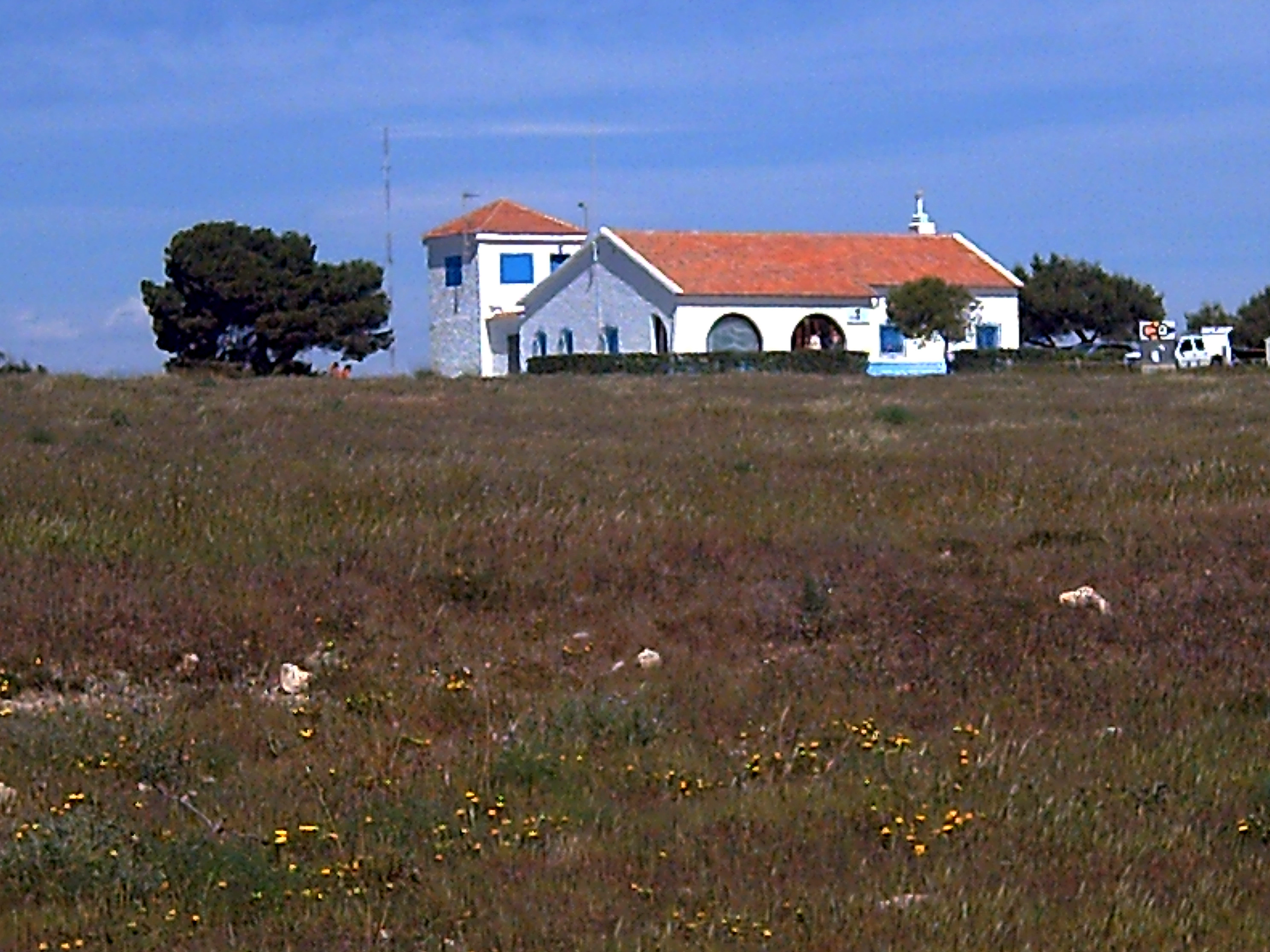
Bezoekerscentrum Natuurpark
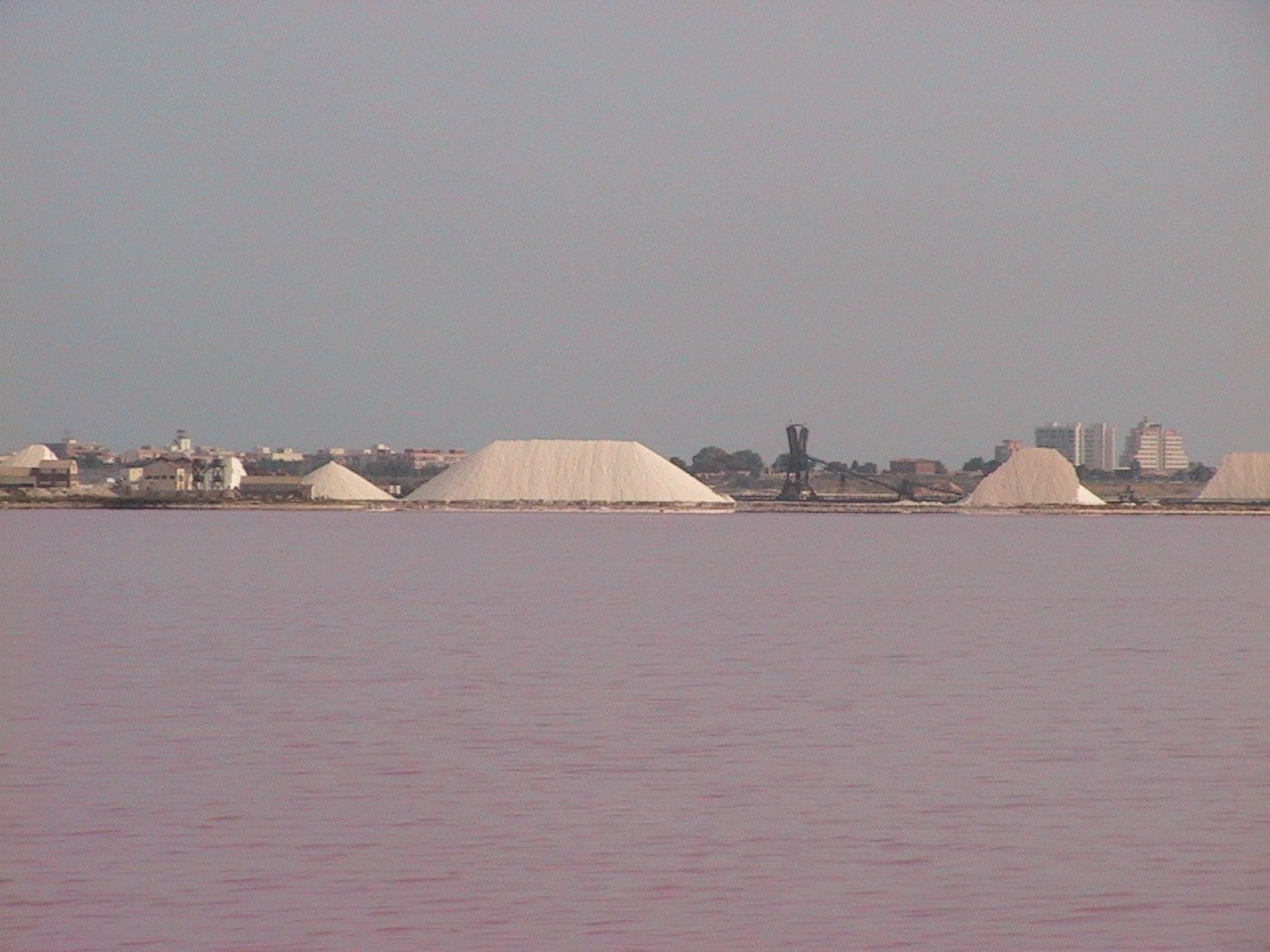
Salina van Torrevieja
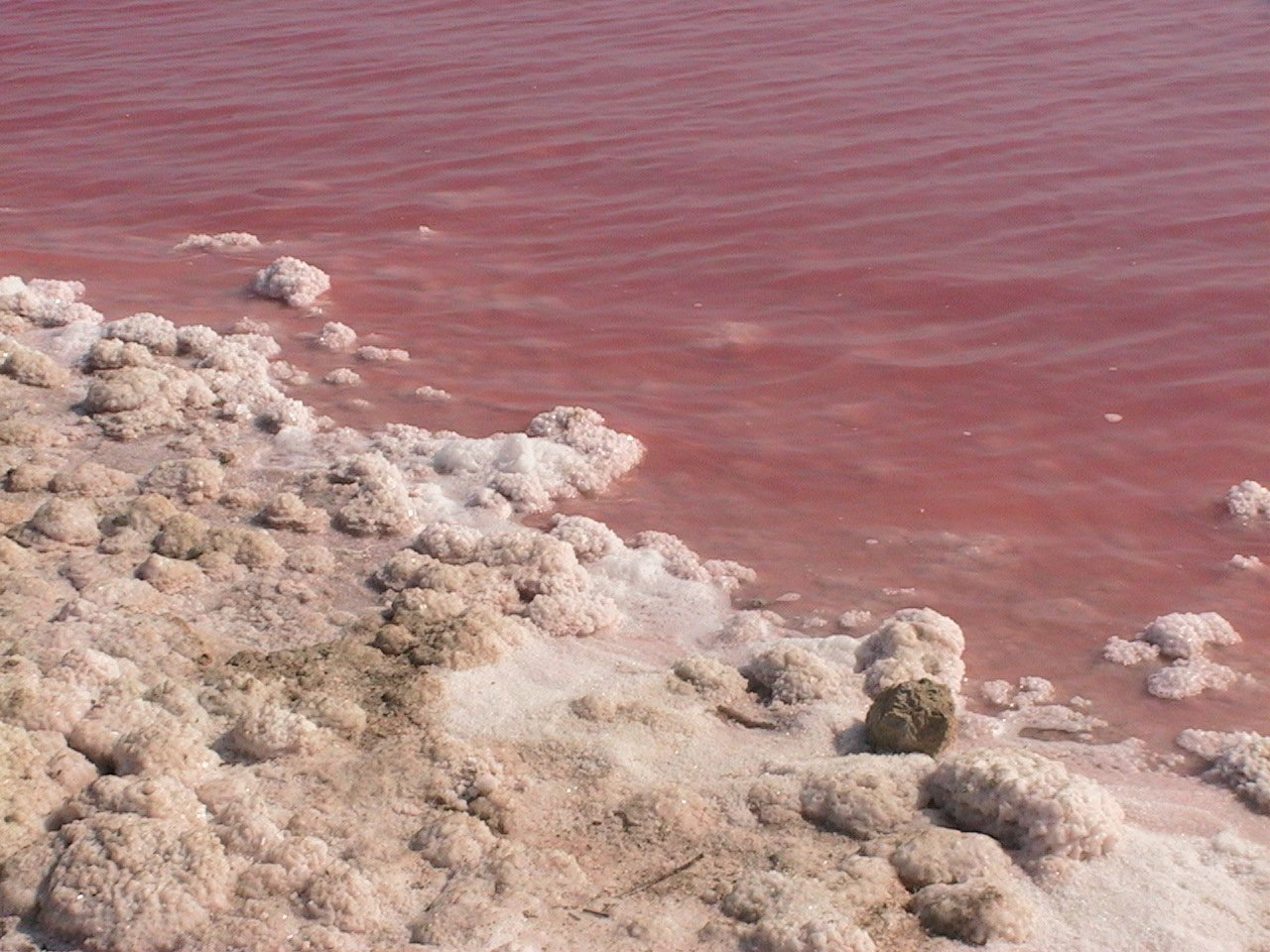
Salina van Torrevieja
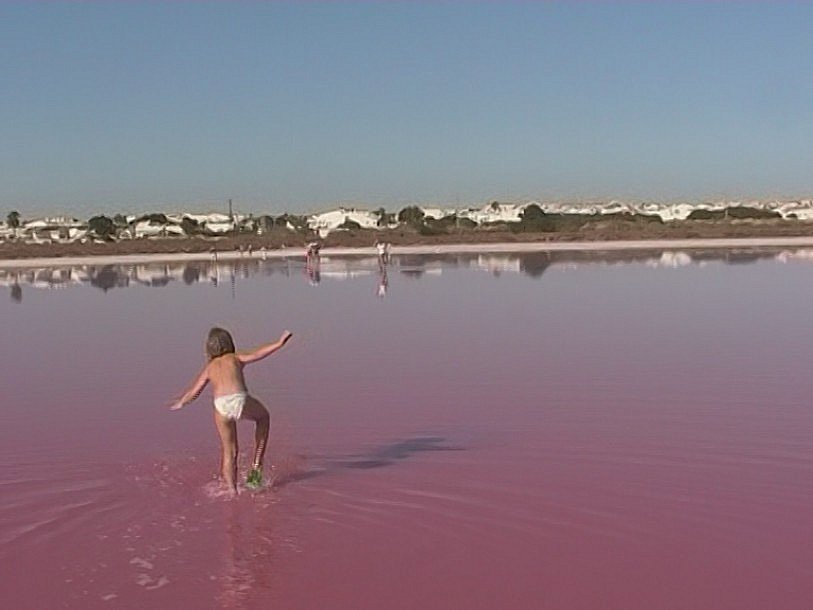
Salina van Torrevieja
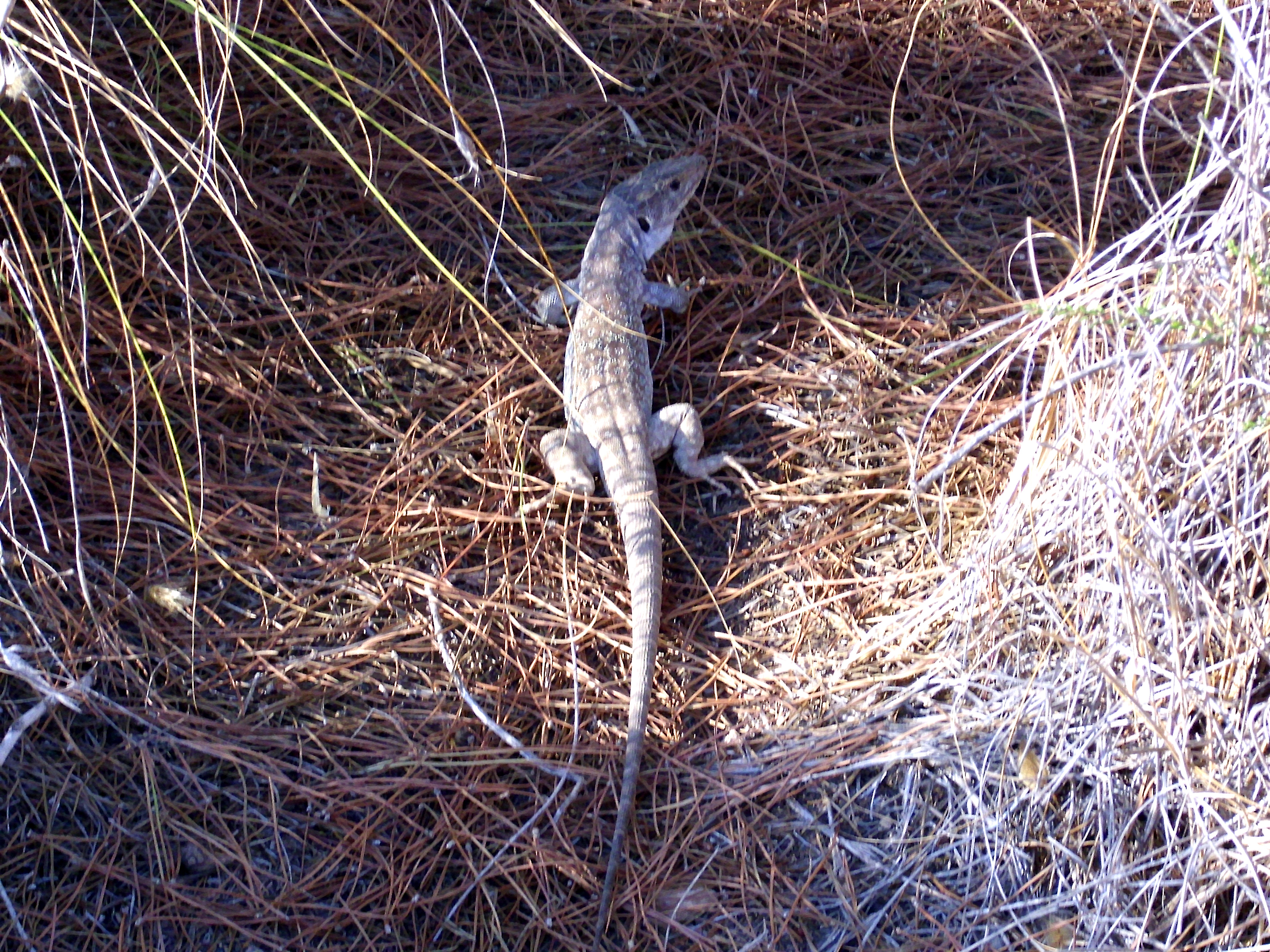
Hagedis bij Salina van La Mata
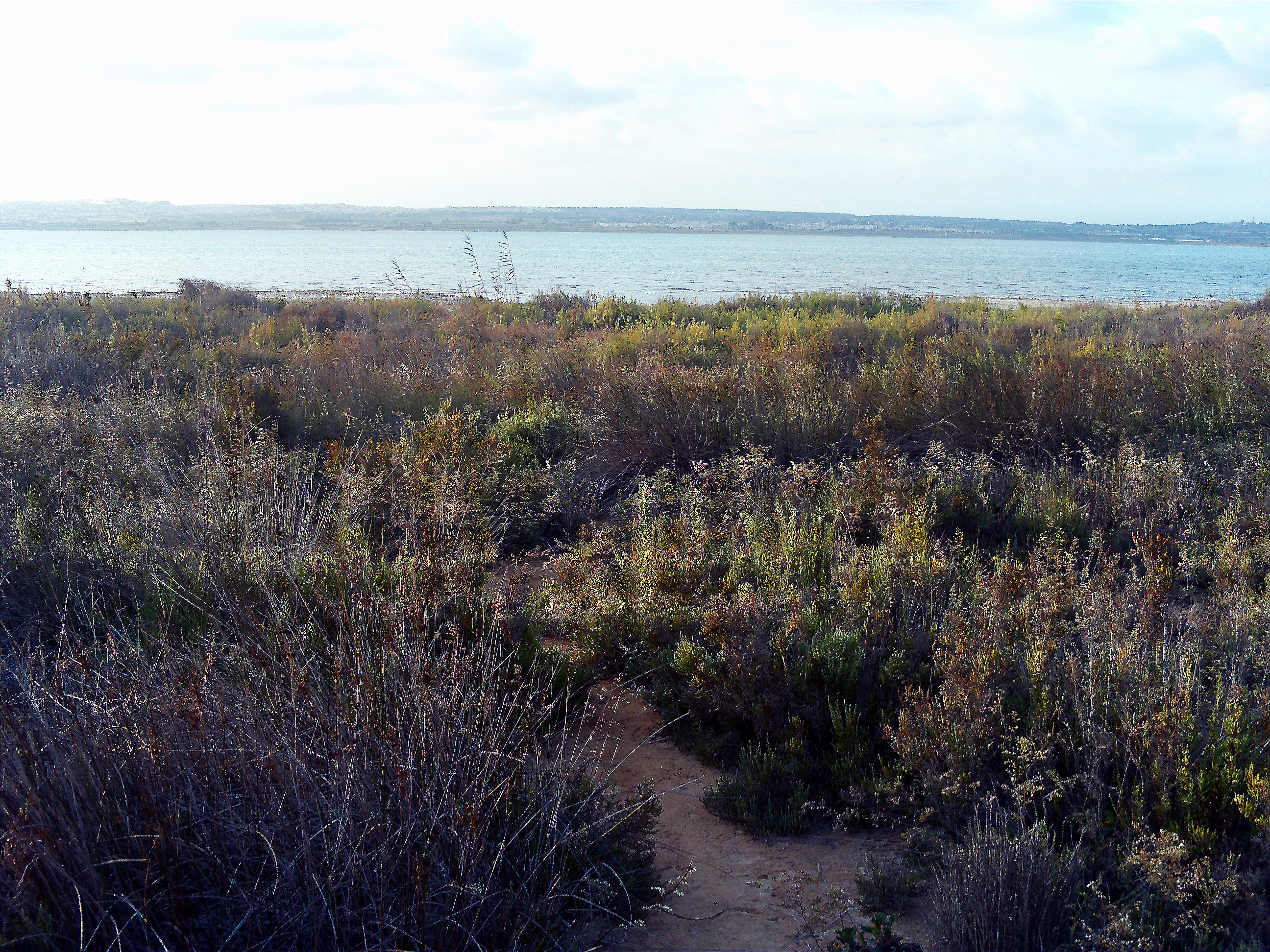
Planten in omgeving Salina van La Mata
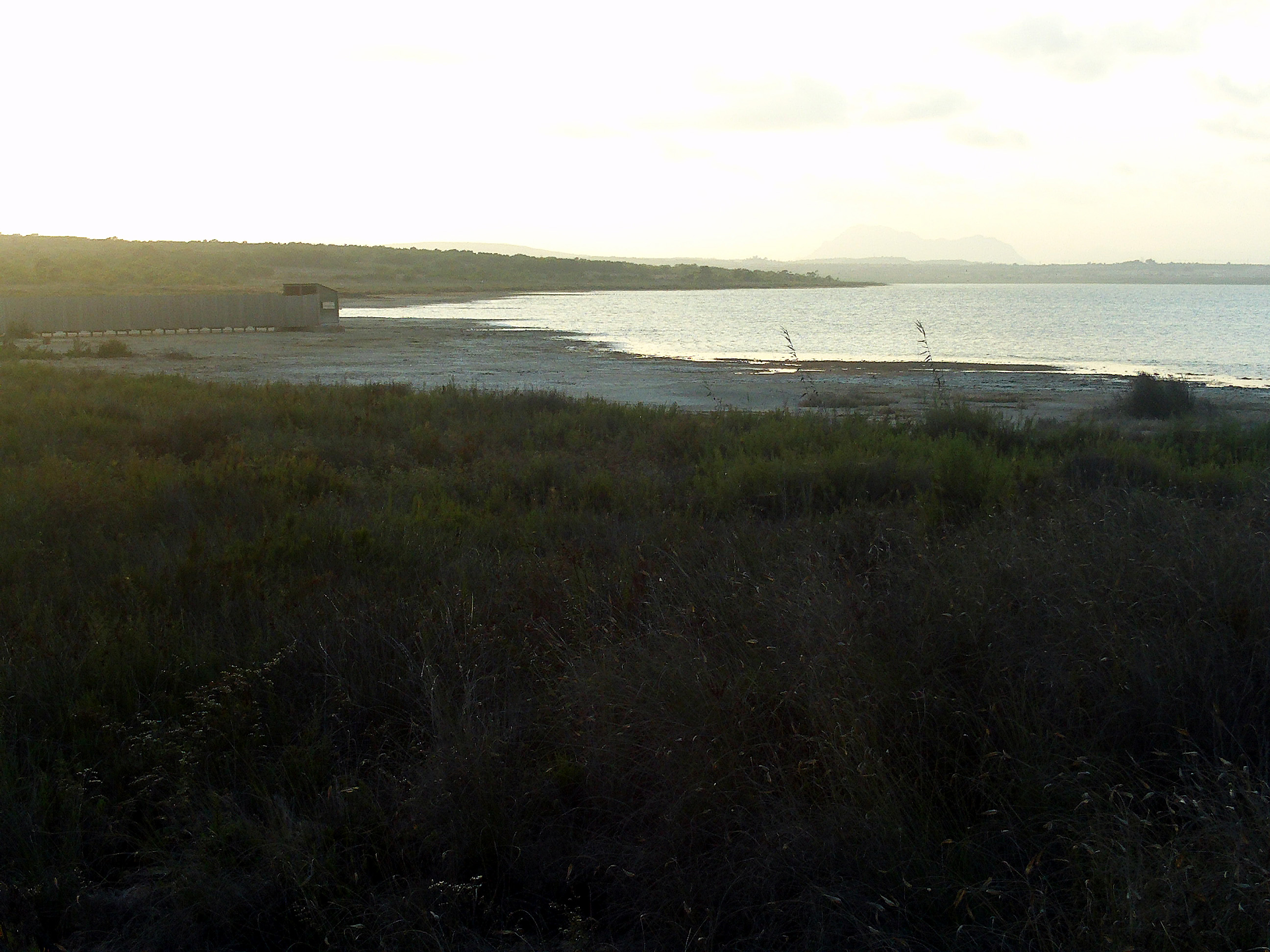
Omgeving Salina van La Mata